# Viktor Čukarin
Viktor Ivanovič Čukarin (in russo Виктор Иванович Чукарин?, in ucraino Віктор Іванович Чукарін?, Viktor Ivanovyč Čukarin; Krasnoarmejskoe, 9 novembre 1921 – Leopoli, 25 agosto 1984) è stato un ginnasta sovietico, sette volte campione olimpico nella ginnastica artistica.

## Palmarès
| Anno | Manifestazione  | Sede      | Evento               | Risultato | Note |
| ---- | --------------- | --------- | -------------------- | --------- | ---- |
| 1952 | Giochi olimpici | Helsinki  | Concorso individuale | Oro       |      |
| 1952 | Giochi olimpici | Helsinki  | Parallele            | Argento   |      |
| 1952 | Giochi olimpici | Helsinki  | Cavallo              | Oro       |      |
| 1952 | Giochi olimpici | Helsinki  | Anelli               | Argento   |      |
| 1952 | Giochi olimpici | Helsinki  | Volteggio            | Oro       |      |
| 1952 | Giochi olimpici | Helsinki  | Concorso a squadre   | Oro       |      |
| 1956 | Giochi olimpici | Melbourne | Concorso individuale | Oro       |      |
| 1956 | Giochi olimpici | Melbourne | Corpo libero         | Argento   |      |
| 1956 | Giochi olimpici | Melbourne | Parallele            | Oro       |      |
| 1956 | Giochi olimpici | Melbourne | Cavallo              | Bronzo    |      |
| 1956 | Giochi olimpici | Melbourne | Concorso a squadre   | Oro       |      |